# Mentre ti lascio, oh figlia
Mentre ti lascio, oh figlia, K. 513, est un aria de concert en mi bémol majeur pour basse et orchestre de Wolfgang Amadeus Mozart. Il a été écrit le 23 mars 1787 à Vienne alors que Mozart était sur le point de composer son Don Giovanni. Le texte est tiré de La disfatta di Dario (acte II, scène 9), mis en musique en 1776 par Paisiello. L'aria était destiné au chanteur Gottfried von Jacquin, et a été conçu pour ses moyens vocaux. Il s'agit d'un air enflammé et véhément dont la tonalité traduit un fort pathétisme et transmet les moments les plus dramatiques de la musique de Mozart.

## Analyse
L'orchestre comprend une flûte, deux clarinettes en si bémol, 2 bassons 2 cors en mi bémol et les cordes.
La pièce est écrite en mi bémol majeur; le tempo est marqué Larghetto; la mesure est à 2/4. À la mesure 87, le tempo devient Allegro et la mesure est marquée à . À la mesure 173, le tempo devient Più allegro. Le morceau comporte 219 mesures.